# Факторы роста X и V
Факторы роста X и V (X-фактор и V-фактор, англ. X-factor and V-factor, growth factors X and V) — факторы, необходимые для роста представителей рода Haemophilus и некоторых других бактерий на питательных средах. Не являются факторами свёртывания крови, при этом «X» и «V» в названии — буквы латинского алфавита, а не римские цифры.

## Происхождение терминов
Термины «фактор X» и «фактор V» впервые ввели Theodor Thjøtta и Oswald Theodore Avery, установив, что для роста бактерии H. influenzae необходимо наличие двух факторов роста, один из которых (фактор X) содержится только в крови и устойчив к  стерилизации в автоклаве, а второй («витаминоподобный» фактор V) может присутствовать и в  других субстратах, в частности экстракте дрожжей, выдерживает кипячение, но разрушается при автоклавировании.

## Фактор X
Фактор X — обобщённое название для группы тетрапиррольных соединений, входящих в состав железосодержащих пигментов (например, гемин, гематин). Виды, нуждающиеся в факторе роста X, не способны синтезировать протопорфирин из δ-аминолевулиновой кислоты . Фактор X термостабильный, поэтому не разрушается при стерилизации в автоклаве.
Источниками фактора роста X в питательной среде могут служить кровь, в том числе лизированная высокой температурой (шоколадный агар) или ферментами, гемоглобин, кристаллический гемин или гематин.

## Фактор V
V-фактор минимально эквивалентен никотинамидмононуклеотиду (NMN) или никотинамидрибозиду (NR), но обычно используется никотинамидадениндинуклеотид (НАД), при этом НАД расщепляется цитоплазматическими ферментами бактерий с образованием NMN или NR. Пиридиновые соединения, которые могут служить в качестве фактора V, характеризуются наличием интактной пиридин-рибозной связью в β-конфигурации и пиридинкарбоксамидной связью в положении 3.  
Фактор роста V термолабилен, т.е. разрушается при высокой температуре, поэтому не содержится в питательных средах или субстратах, подвергшихся стерилизации в автоклаве. В качестве источника этого фактора роста при приготовлении питательных сред используют кровь или кристаллический НАД. В крови V-фактор расположен внутри эритроцитов, кроме того кровь многих млекопитающих, в том числе и человека, содержит расщепляющие этот фактор роста ферменты, поэтому обычный кровяной агар не поддерживает рост микроорганизмов, нуждающихся в V-факторе. Для высвобождения фактора роста V из эритроцитов и инактивации ферментов  кровь прогревают при температуре 70—80 °C. Ранее в качестве источника  V-фактора использовали экстракты моркови, картофеля, томатов или дрожжей.

## Потребность бактерий в факторах роста
В зависимости от потребности в X-факторе, V-факторе или обоих факторах роста проводят первичную дифференциацию представителей рода Haemophilus  по видам при выделении.
| Вид                             | Фактор X          | Фактор V          |
| ------------------------------- | ----------------- | ----------------- |
| H. influenzae                   | {\displaystyle +} | {\displaystyle +} |
| H. influenzae биовар aegypticus | {\displaystyle +} | {\displaystyle +} |
| H. haemolyticus                 | {\displaystyle +} | {\displaystyle +} |
| H. parainfluenzae               | {\displaystyle -} | {\displaystyle +} |
| H. parahaemolyticus             | {\displaystyle -} | {\displaystyle +} |
| H. paraphrophilus               | {\displaystyle -} | {\displaystyle +} |
| H. segnis                       | {\displaystyle -} | {\displaystyle +} |
| H. ducreyi                      | {\displaystyle +} | {\displaystyle -} |

Потребность в факторе роста X у разных видов бактерий может быть различная, например, для роста H. influenzae требуется добавление в питательную среду от 0,1 до 10 мкг/мл кристаллического гемина, а для H. ducreyi — 200 мкг/мл. Так же варьируется между видами потребность и в V-факторе, так для H. influenzae необходимо наличие в питательной среде кристаллического НАД от 0,2 до 1,0 мкг/мл, для H. parainfluenzae от 1,0 до 5,0 мкг/мл, а некоторым штаммам требуется  до 25 мкг/мл .
Помимо бактерий, принадлежащих к роду Haemophilus, зависимость от фактора роста V может быть и у других представителей Pasteurellaceae, например, у некоторых штаммов Actinobacillus pleuropneumoniae, Avibacterium paragallinarum и Aggregatibacter aphrophilus.